# ロストインザフォグ
ロストインザフォグ（Lost in the Fog、2002年 - 2006年）は、アメリカ合衆国のサラブレッドの競走馬。21世紀初頭のアメリカ競馬界において短距離路線を席巻し、2005年のエクリプス賞最優秀短距離馬を受賞した。しかし病魔に侵され、その翌年に夭折した。現地の競馬ファンからは「サ・フォグ (The Fog) 」の愛称で呼ばれていた。

## 経歴

### 出生
フロリダ州の生産者であるスーザン・セパーの牧場で生まれた競走馬である。黒鹿毛の馬体をしており、額の大きな白斑から左の鼻の穴へと流れる細い流星を持っていた。
当歳（0歳）当時は13000ドル、1歳当時は48000ドルの値が付けられていたが、2004年3月にフロリダ州オカラで行われたブリーダーズセールにおいて、最終的に14万ドルの価格でハリー・アレオに落札された。馬名は牧場にいたころのエピソードにちなんでおり、生産者のスーザンが文字通り本馬を霧の中で見失う体験をしたことに由来している。

### 全国行脚の連勝劇
アレオに購入されたロストインザフォグは、競走馬となるべくグレッグ・ジルクリスト調教師に預けられた。デビューは11月14日のゴールデンゲートフィールズ競馬場で、ハンデキャップの未勝利戦を1番人気に応え、7馬身差をつける圧勝で初戦を飾った。初戦で手綱を取ったラッセル・ベイズは、以後もほとんどの競走でロストインザフォグの鞍上を務めた。
続いて年末のアリゾナ州のターフウェイパーク競馬場へと遠征、アリゾナジュヴェナイルステークスに出走すると、ここでは他の出走馬を大きく引き離す14馬身差を記録して優勝した。翌年の3歳シーズンは間を入れずに1月から始動、今度はフロリダ州のガルフストリームパーク競馬場に遠征し、1月のオカラスタッドダッシュステークス（後のサンシャインミリオンズダッシュステークス）も楽勝、3月のスウェイルステークスは初の重賞となったが難なく優勝を果たした。
4月には東海岸へと遠征、ニューヨーク州のアケダクト競馬場でベイショアステークスをこれまた楽勝した。当初はここで一旦休養を入れる予定であったが、地元であるゴールデンゲートフィールズ競馬場がロストインザフォグのために「ゴールデンベアブリーダーズカップステークス」という競走を新設し、そこへの出走を申し出てきたため、休みを返上してこれに登録した。結果は10馬身の大差での圧勝で、地元のファンのみならず全国的にその名が知れ渡った。
翌月にはふたたび東海岸へと戻ってベルモントパーク競馬場、その翌月にはふたたびフロリダのコールダー競馬場へと遠征、いずれも勝ち星を挙げた。8月にはふたたびニューヨークのサラトガ競馬場へと向かい、キングスビショップステークスで初のG1勝ちを収め、年末のブリーダーズカップ・スプリント制覇に弾みをつけた。

### 初の敗戦
ブリーダーズカップを約1か月後に控えたロストインザフォグであったが、ここで今度はベイメドウズ競馬場より競走への招待を受け、ふたたび西海岸へと舞い戻った。ハンデキャップ競走であったが、7馬身もの差をつけて圧勝、連勝記録を10に伸ばした。
ブリーダーズカップ・スプリントでは当然のように1番人気に支持された。しかしレースが始まってみるとロストインザフォグは先手を奪えず、順位を上げることができずにそのまま後退、勝ち馬シルバートレインから5馬身以上離された7着に沈み、大一番で初の敗戦を喫した。この競走の後、ロストインザフォグは初めての長期休養を与えられた。
最後の競走こそ落としたものの、この年G1勝ちを含む9戦8勝の戦績は大いに評価され、同年のエクリプス賞最優秀短距離馬に選ばれた。

### 競走生活の終わり
2006年4月、ロストインザフォグは4歳シーズンの初戦をゴールデンゲートフィールズ競馬場のステークス競走で迎えたが、勝ち馬に3馬身離された2着に敗れ、地元で初の敗北を得た。その次走となった6月のチャーチルダウンズ競馬場で出走したアリスティデスブリーダーズカップハンデキャップでは一転して優勝を手にしたが、結果としてこれが最後の勝利となった。
6月15日、ロストインザフォグはこの年3戦目としてコールダー競馬場のG1競走・スマイルスプリントに出走した。しかしレース中は精彩を欠く走りで、結果は9着と惨敗であった。結果として、ロストインザフォグの競走生活はこの競走が最後の競走となった。

### 最期
明らかな能力減衰に、関係者らも何らかの体調不良を疑っており、当初は疝痛が疑われた。2006年8月、ロストインザフォグはカリフォルニアの獣医科大学病院で診断を受け、その結果メロンのような大きさの癌が脾臓にできていることが判明した。この診断にジルクリストも「このようなものを抱えたまま走っていたのか」と驚嘆し、馬主のアレオも「ほとんどバーバロの状況と変わらないが、我々ができることは何でもする」と生存を願った。
しかしその願いもむなしく、8月18日に行った再診断では、病状が悪化しているという診断結果が下った。ブラッド・ホース誌はこれについて、「新たに2つの腫瘍が発見された。ひとつは卵ほどの大きさで脾臓の膜にかかっており、もうひとつは脊椎の背中側にある最初に発見されたものと同等の大きさのものであった。外科的な手術で取り除くのは非常に困難である。」と報じている。
余命は10日程度と宣告され、関係者も生存を断念せざるを得なかった。その場で安楽死させるという選択もあったが、ジルクリストはロストインザフォグに最後の時間を与えたいと願い出た。このため、ロストインザフォグは慣れ親しんだゴールデンゲートフィールズの厩舎に戻され、そこで残された時間を過ごすことになった。
2006年9月17日、ロストインザフォグは放牧中に倒れて苦痛を訴えたため、安楽死の処置がとられた。
それから約2週間後の9月30日、ゴールデンゲートフィールズ競馬場ではロストインザフォグの生涯を称える式典が催され、アレオの意向により同馬の遺灰がゴールデンゲートフィールズの場内に埋葬された。同競馬場に埋葬された競走馬はシルキーサリヴァンに次ぐ2頭目で、その隣に埋められている。

## 評価

### 全競走成績
| 出走日     | 競馬場                     | 競走名                                | 格 | 距離  | 馬番 | オッズ | 着順 | 騎手         | タイム   | 着差      | 1着（2着）馬        |
| ---------- | -------------------------- | ------------------------------------- | -- | ----- | ---- | ------ | ---- | ------------ | -------- | --------- | ------------------- |
| 2004.11.14 | ゴールデンゲートフィールズ | 未勝利戦                              |    | D5f   | 5    | 2.20   | 1着  | Russell Baze | 56.84    | 7馬身半   | (Irish Immigrant)   |
| 2004.12.26 | ターフパラダイス           | アリゾナジュヴェナイルS               |    | D6.5f | 9    | 1.50   | 1着  | Russell Baze | R1:13.55 | 14馬身3/4 | (Scottsbluff)       |
| 2005.01.25 | ガルフストリームパーク     | オカラスタッドダッシュS               |    | D6f   | 4    | 1.70   | 1着  | Russell Baze | 1:09.96  | 4馬身半   | (Satan Strings)     |
| 2005.03.05 | ガルフストリームパーク     | スウェイルS                           | G2 | D7f   | 10   | 1.50   | 1着  | Russell Baze | 1:22.21  | 4馬身3/4  | (Around the Cape)   |
| 2005.04.09 | アケダクト                 | ベイショアS                           | G3 | D7f   | 1    | 1.05   | 1着  | Russell Baze | 1:21.33  | 4馬身1/4  | (White Socks)       |
| 2005.05.14 | ゴールデンゲートフィールズ | ゴールデンベアBCS                     |    | D6f   | 3    | 1.05   | 1着  | Russell Baze | R1:07.32 | 10馬身    | (Wind Water)        |
| 2005.06.11 | ベルモントパーク           | リヴァリッジBCS                       | G2 | D7f   | 2    | 1.40   | 1着  | Edgar Prado  | 1:21.54  | 1馬身1/4  | (Egg Head)          |
| 2005.07.10 | コールダー                 | キャリーバックS                       | G2 | D6f   | 5    | 1.05   | 1着  | Russell Baze | R1:09.30 | 7馬身1/4  | (Qureall)           |
| 2005.08.27 | サラトガ                   | キングスビショップS                   | G1 | D7f   | 3    | 1.30   | 1着  | Russell Baze | 1.22.56  | 4馬身3/4  | (Social Probation)  |
| 2005.10.01 | ベイメドウズ               | ベイメドウズスピードH                 |    | D6f   | 1    | 1.05   | 1着  | Russell Baze | 1.08.05  | 7馬身3/4  | (Halo Cat)          |
| 2005.10.29 | ベルモントパーク           | BCスプリント                          | G1 | D6f   | 7    | 1.70   | 7着  | Russell Baze |          | 5馬身3/4  | Silver Train        |
| 2006.04.22 | ゴールデンゲートフィールズ | ゴールデンゲートフィールズスプリントS |    | D6f   | 2    | 1.40   | 2着  | Russell Baze |          | 3馬身     | Carthage            |
| 2006.06.03 | チャーチルダウンズ         | アリスティデスBCH                     | G3 | D6f   | 4    | 1.50   | 1着  | Russell Baze | 1.08.52  | 1馬身1/4  | （Kelly's Landing） |
| 2006.07.15 | コールダー                 | スマイルスプリントH                   | G1 | D6f   | 10   | 2.10   | 9着  | Russell Baze |          | 8馬身     | Nightmare Affair    |

### 年度代表馬
- 2005年 - エクリプス賞最優秀短距離馬

### 表彰
- ゴールデンゲートフィールズ競馬場に、本馬の名を冠した競走「ロストインザフォグステークス」（2歳限定・格なし・オールウェザー5ハロン）が創設される。

## 血統

### 血統表
| ロストインザフォグの血統（ダンジグ系 / Bold Ruler 4x5=9.38%、 Native Dancer 5x5=6.25%、 Almahmoud 5x5=6.25%） | ロストインザフォグの血統（ダンジグ系 / Bold Ruler 4x5=9.38%、 Native Dancer 5x5=6.25%、 Almahmoud 5x5=6.25%） | ロストインザフォグの血統（ダンジグ系 / Bold Ruler 4x5=9.38%、 Native Dancer 5x5=6.25%、 Almahmoud 5x5=6.25%） | （血統表の出典）   | （血統表の出典） |
| 父 Lost Soldier 1990 鹿毛 アメリカ                                                                            | 父の父Danzig 1977 黒鹿毛 アメリカ                                                                             | Northern Dancer                                                                                               | Nearctic           | Nearctic         |
| 父 Lost Soldier 1990 鹿毛 アメリカ                                                                            | 父の父Danzig 1977 黒鹿毛 アメリカ                                                                             | Northern Dancer                                                                                               | Natalma            |                  |
| 父 Lost Soldier 1990 鹿毛 アメリカ                                                                            | 父の父Danzig 1977 黒鹿毛 アメリカ                                                                             | Pas de Nom | Admirals Voyage    | Admirals Voyage  |
| 父 Lost Soldier 1990 鹿毛 アメリカ                                                                            | 父の父Danzig 1977 黒鹿毛 アメリカ                                                                             | Pas de Nom | Petitioner         |                  |
| 父 Lost Soldier 1990 鹿毛 アメリカ                                                                            | 父の母Lady Winborne 1976 鹿毛 アメリカ                                                                        | Secretariat                                                                                                   | Bold Ruler         | Bold Ruler       |
| 父 Lost Soldier 1990 鹿毛 アメリカ                                                                            | 父の母Lady Winborne 1976 鹿毛 アメリカ                                                                        | Secretariat                                                                                                   | Somethingroyal     |                  |
| 父 Lost Soldier 1990 鹿毛 アメリカ                                                                            | 父の母Lady Winborne 1976 鹿毛 アメリカ                                                                        | Priceless Gem                                                                                                 | Hail to Reason     | Hail to Reason   |
| 父 Lost Soldier 1990 鹿毛 アメリカ                                                                            | 父の母Lady Winborne 1976 鹿毛 アメリカ                                                                        | Priceless Gem                                                                                                 | Searching          |                  |
| 母 Cloud Break 1992 芦毛 アメリカ                                                                             | 母の父Dr. Carter 1981 芦毛 アメリカ                                                                           | Caro | *フォルティノ      | *フォルティノ    |
| 母 Cloud Break 1992 芦毛 アメリカ                                                                             | 母の父Dr. Carter 1981 芦毛 アメリカ                                                                           | Caro | Chambord           |                  |
| 母 Cloud Break 1992 芦毛 アメリカ                                                                             | 母の父Dr. Carter 1981 芦毛 アメリカ                                                                           | Gentle Touch                                                                                                  | Chieftain          | Chieftain        |
| 母 Cloud Break 1992 芦毛 アメリカ                                                                             | 母の父Dr. Carter 1981 芦毛 アメリカ                                                                           | Gentle Touch                                                                                                  | My Dear Girl       |                  |
| 母 Cloud Break 1992 芦毛 アメリカ                                                                             | 母の母Wistful 1977 鹿毛 アメリカ                                                                              | Maribeau | Ribot              | Ribot            |
| 母 Cloud Break 1992 芦毛 アメリカ                                                                             | 母の母Wistful 1977 鹿毛 アメリカ                                                                              | Maribeau | Cosmah             |                  |
| 母 Cloud Break 1992 芦毛 アメリカ                                                                             | 母の母Wistful 1977 鹿毛 アメリカ                                                                              | Margaret's Number                                                                                             | Native Charger     | Native Charger   |
| 母 Cloud Break 1992 芦毛 アメリカ                                                                             | 母の母Wistful 1977 鹿毛 アメリカ                                                                              | Margaret's Number                                                                                             | Dungiven F-No.19-b |                  |

### 近親について
母クラウドブレイクは未勝利馬で、その母ウィストフルはステークス競走8勝とそれなりの成績を収めた馬であったが、その産駒には兄弟姉妹含めてステークス競走優勝経験のある馬は皆無であった。現在までにロストインザフォグを含めて4頭の勝ち上がり産駒を出している。ウィンスターファームに繋養されていたが、のちの2005年11月にファシグ・ティプトンのケンタッキーセールに上場され、60万ドルでチャールズ・データーに落札されている。
父ロストソルジャーはアメリカやアラブ首長国連邦で競走していた馬で、G3競走をひとつ勝っているほか、アメリカ・ドバイのステークス競走で勝ちを挙げている。種牡馬として成功というほど目立った成績を上げているわけではないが、ロストインザフォグを出したことにより大きな注目を集めている。それ以外の代表産駒に、サンシャインミリオンズターフステークスに勝ったソルジャーズダンサー（2004年生・せん馬）などがいる。

## 備考
1. ↑  のちに行われた検死の結果、ロストインザフォグの腫瘍はかなり前から体全体に広がっており、背中のほぼ全体、腎臓、横隔膜、腸などあらゆる部分を侵食していたことがわかった。
2. ↑  バーバロは5月にプリークネスステークスの競走中に故障、予後不良と診断されたが、生存に向けた取り組みが行われていた。だが、翌年1月に重度の蹄葉炎を罹患したため延命を断念、安楽死の措置が採られている。
3. ↑  Inoperable Tumor Found In Lost In the Fog - Bloodhorse.com （英語）